# 布夫龙 (默尔特-摩泽尔省)
布夫龙（法語：Bouvron，法語發音：[buvʁɔ̃] ⓘ）是法国默尔特-摩泽尔省的一个市镇，属于图勒区。

## 地理
布夫龙（48°44'29"N, 5°52'48"E）面积10 平方千米，位于法国大東部大區默尔特-摩泽尔省，该省份为法国东北部内陆省份，是洛林的一部分，北邻比利时、卢森堡，北起顺时针与摩泽尔省、下莱茵省、孚日省和默兹省接壤。
与布夫龙接壤的市镇（或旧市镇、城区）包括：昂迪伊、布吕莱、弗朗什维尔、拉涅、吕塞、梅尼勒拉图尔、图勒。

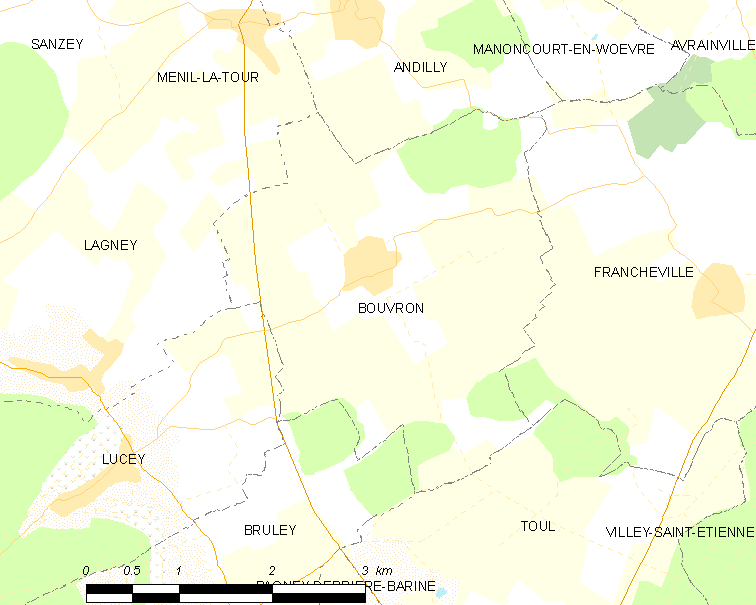
的OSM定位图

布夫龙的时区为UTC+01:00、UTC+02:00（夏令时）。

## 行政
布夫龙的邮政编码为54200，INSEE市镇编码为54088。

## 政治
布夫龙所属的省级选区为北图卢瓦县。

## 人口

1962-2008年间人口变化图示

布夫龙于2022年1月1日时的人口数量为211人。